# Slemknopp
Slemknopp (Styela gelatinosa) är en sjöpungsart som beskrevs av Traustedt 1886. Slemknopp ingår i släktet Styela och familjen Styelidae. Arten är reproducerande i Sverige. Inga underarter finns listade i Catalogue of Life.